# Buyeo (Staat)
| Chinesische Bezeichnung   | Chinesische Bezeichnung |
| ------------------------- | ----------------------- |
| Traditionell:             | 夫餘                    |
| Vereinfacht:              | 夫馀                    |
| Pinyin:                   | Fúyú                    |
| Wade-Giles:               | Fuyu                    |
| Koreanische Bezeichnung   |                         |
| koreanisches Alphabet:    | 부여                    |
| chinesische Zeichen:      | 夫餘                    |
| Revidierte Romanisierung: | Buyeo                   |
| McCune-Reischauer:        | Puyŏ                    |

Buyeo

Buyeo, auch Puyŏ oder Fuyu, war ein koreanisches Königreich, das vom 2. Jahrhundert v. Chr. bis 494 n. Chr. im Norden Koreas und der südlichen Mandschurei existierte. Es sah sich als Erbe Go-Joseons an, so nannten sich die Herrscher Tanje, wie in Go-Joseon. 494 n. Chr. unterwarf sich das mittlerweile stark dezimierte Buyeo dem auf seinem Gebiet entstandenen Königreich Goguryeo. Sowohl Goguryeo als auch Baekje – das sich ab 538 n. Chr. Nambuyeo (kor. 남부여, Süd-Buyeo) nannte – sahen sich als rechtmäßige Nachfolger Buyeos an.
Obwohl es nur wenige, zudem sich häufig widersprechende Aufzeichnungen über Buyeo gibt, gilt als gesichert, dass es sich im Laufe der Zeit in Dongbuyeo (동부여, Ost-Buyeo) und Bukbuyeo (북부여, Nord-Buyeo) spaltete. Der Begriff Jolbon Buyeo (졸본부여) bezieht sich wahrscheinlich auf das entstandene Goguryeo oder dessen Hauptstadt.

## Entstehung
Buyeo entstand vermutlich im 2. Jahrhundert v. Chr. auf dem Gebiet des auseinanderbrechenden Go-Joseon. Der genaue Zeitpunkt ist nicht zu bestimmen, allerdings war der Name Buyeo schon zur Zeit der Streitenden Reiche (475–221 v. Chr.) bekannt.
Chinesische Quellen behaupten, dass Buyeo von Dongmyeong (chinesisch 東明; 동명) gegründet wurde. In koreanischen Schriften wird König Haburu genannt, der Buyeo 59 v. Chr. gegründet haben soll.
Buyeo unterhielt regen Kontakt zur nahegelegenen chinesischen Kolonie Xuantu. Obwohl es 111 n. Chr. ins chinesische Grenzland einfiel, zahlte es im Jahr 120 Tribut an die Han-Dynastie und entsandte im nächsten Jahr Prinz Weichoutai (尉仇台) nach Xuantu. Im Jahr 167 griff es wiederum China an.

## Dongbuyeo
Nach einigen Quellen teilte sich Buyeo in zwei Staaten, Bukbuyeo und Dongbuyeo. Dongbuyeo wurde östlich des Landes Woju (沃沮) im Gebiet des heutigen Yanbian gegründet. Es wurde schließlich von Goguryeo erobert.

## Jolbon Buyeo
Koreanische Quellen nennen einen Staat namens „Jolbon Buyeo“ und beziehen sich dabei wahrscheinlich auf das entstehende Goguryeo oder dessen Hauptstadt. Der Gründer Goguryeos, König Jumong soll von einer Familie aus Buyeo abstammen; er wird je nach Quelle als Sohn des Königs von Bukbuyeo, Stiefsohn des Königs von Jolbon Buyeo oder Ehemann einer Frau aus Buyeo bezeichnet. Goguryeo wurde wahrscheinlich auf dem Gebiet von Jolbon Buyeo gegründet und hatte anfangs enge Beziehungen zu Dongbuyeo. Goguryeo eroberte schließlich ganz Buyeo.
Der Legende nach herrschte ein König namens Geumwa über das Königreich. Als dieser eines Tages auf dem Berg Taebaek auf die Jagd ging, traf er am Ufer des Ubalsu eine weinende Frau. Der König fragte, weshalb sie weine. Sie antwortete: „Ich bin Yuhwa, Tochter von Habaek, dem Gott des Wassers“ und erzählte ihm, dass sie Hae Mosu, den Sohn des Götterkönigs getroffen und sich mit ihm vermählt habe. Nachdem Hae Mosu in den Himmel zurückgekehrt war, erfuhren auch ihre Eltern von der heimlichen Hochzeit. Sie waren darüber erzürnt und verbannten die Tochter an diesen Ort. Der König wollte sie dort nicht zurücklassen und brachte sie in seinen Palast. Als die Sonne in ihr Zimmer fiel und auf sie traf, begann ihr Bauch anzuschwellen. Bald darauf gebar Yuhwa ein riesiges Ei. Der König hielt dies für ein böses Omen und ließ es entfernen. Er ließ es den Schweinen zum Fraß vorwerfen, doch sie wollten es nicht. Er ließ es auf die Straße werfen, doch Pferde und Kühe machten einen Bogen um das Ei, so dass es nicht zerbrach. Aus diesem Ei wurde ein Junge geboren, der sich mit sieben Jahren eigenhändig einen Bogen und Pfeile anfertigte. Er konnte mit einem Pfeil eine Fliege in der Luft treffen. Gute Bogenschützen wurden zu jener Zeit als „Jumong“ bezeichnet und so erhielt der Junge seinen Namen. Er wuchs zu einem ansehnlichen jungen Mann heran, wurde ein geschickter Jäger und konnte mit seinem Bogen mehrere Pfeile zugleich abschießen. Er erlegte zehn Rehe während die sieben Prinzen in derselben Zeit gemeinsam ein Tier erlegt hatten. Viele Menschen aus Buyeo verehrten ihn. Die Prinzen jedoch wurden eifersüchtig auf Jumong. Insbesondere Prinz Daeso, der designierte Thronfolger, verachtete Jumong. Er erzählte dem König, dass Jumong ist ein sehr gefährlicher Mann sei, der dem Königreich ins Unglück stürzen werde. Geumwa ließ Jumong von nun an im Stall arbeiten und bewachen. Das scheinbar schlechteste und magerste Pferd wurde ihm zugeteilt. Es war aber ein Wunderpferd (Ch’ŏllima), das ausdauernder war als jedes andere. Als Jumong sich auf die Suche nach einem Gebiet begab, auf dem er ein eigenes Königreich gründen wollte, ließ Prinz Deaso ihn von Soldaten verfolgen, die ihn töten sollten. Mit himmlischer Unterstützung konnte er einen Fluss überqueren und konnte die Verfolger abschütteln. Auf seinem Weg in den Süden schlossen sich ihm nun viele Menschen an und er gründete das Reich Goguryeo.

## Niedergang
Gegen Ende der Han-Dynastie setzte sich Buyeo mit Unterstützung eines chinesischen Stammesfürsten von der Halbinsel Liaodong, Gongsun Gu, gegen Xianbei und Goguryeo zu Wehr. Später besiegte die chinesische Wei-Dynastie die Gongsun-Familie und sandte eine Strafexpedition unter der Führung von Wuqiu Jian gegen Goguryeo, die von Buyeo freundlich empfangen wurde. Dadurch erhielt China umfangreiches Wissen über Buyeo.
285 n. Chr. fiel ein Stamm der Xianbei, die Murong, in Buyeo ein. Angriffe von Goguryeo und nördlicher Stämme schwächten das Königreich weiter. Um 347 wurde Buyeo von Goguryeo angegriffen und zog sich auf das Gebiet um Harbin zurück. Im Jahr 457 zahlte Buyeo Tribut an die Wei-Dynastie. 494 wurde es gemeinsam mit Goguryeo vom Mohe-Stamm (勿吉; 물길) angegriffen und die Königsfamilie zog nach Goguryeo.
410 gründeten Flüchtlinge aus dem Buyeo-Reich den Staat Dumakru nördlich des Songhua-Flusses.